# F–1 Trillion
Az F–1 Trillion Post Malone amerikai énekes és rapper hatodik stúdióalbuma, ami a Republic és Mercury Records kiadókon keresztül jelent meg 2024. augusztus 16-án. Az albumon közreműködött Tim McGraw, Hank Williams Jr., Morgan Wallen, Blake Shelton, Dolly Parton, Brad Paisley, Luke Combs, Lainey Wilson, Jelly Roll, Ernest, Sierra Ferrell, Chris Stapleton, Hardy és Billy Strings. A producer Louis Bell, Charlie Handsome és Hoskins voltak. A lemezről három kislemez jelent meg: az I Had Some Help, a Pour Me a Drink és a Guy for That.
Az albumot kritikusok méltatták, általában kiemelve a zenész kreativitását, dalszerzési képességeit, bár egyes szakértők szerint túl sok volt rajta a közreműködő előadó, és nem vállalt elég rizikót.

## Háttér
2022 júniusában Malone-t meginterjúvolták a The Howard Stern Show műsorán, aminek során Howard Stern megkérdezte, hogy fog-e készíteni egy countryalbumot a jövőben: „Az igazság az, hogy semmi se állít meg, hogy megfogjak egy kamerát vagy beüljek a stúdiómba Utah-ban és felvegyek egy countryalbumot és feltöltsem YouTube-ra. Ezt megtehetem.” Hozzátette, hogy:
„Sok különböző dolog között osztom meg az időmet, mert nagyon szívesen vagyok arra kötelezve, hogy koncertezzek és megmutassam a rajongóimnak, mennyire értékelem őket... és szívesen vagyok arra kötelezve, hogy zenét szerezzek és alapokat készítsek egyedül, és szívesen vagyok arra kötelezve, hogy a családommal foglalkozzak. Szóval sok az idő, és meg kell találnom, hogy ez hova fér be. Ha lesz még egy évem, lehet csinálok egy kibaszott countryalbumot.”
2024. május 10-én Malone kiadta az album első kislemezét, a I Had Some Helpet, amin közreműködött Morgan Wallen. A dal a Billboard Hot 100 élén nyitott, a legmagasabb streaming és eladási számokkal 2020 óta, amivel Malone hatodik listavezető dalát szerezte meg. 2024. május 16-án előadta a Never Love You Againt és az I Had Some Helpet az 59. country zenei díjátadón. Június 21-én kiadta a Pour Me a Drink kislemezt, amin Blake Shelton közreműködött. Négy nappal később bejelentette az F–1 Trillion Tour turnét, ami 2024. szeptember 8-án kezdődik Utah-ban és október 27-én ér véget Austinban. Július 16-án fellépett Nashville-ben, előadva a Yours és a Hide My Gun dalokat, az utóbbit Hardyval. 2024. július 26-án jelent meg a harmadik kislemez, a Guy for That, amin együtt dolgozott Luke Combs énekessel. Az album számlistáját öt nappal később erősítette meg közösségi média oldalain.

## Számlista
| F-1 Trillion | F-1 Trillion                                           | F-1 Trillion                                                                                | F-1 Trillion                  | F-1 Trillion | F-1 Trillion | F-1 Trillion | F-1 Trillion | F-1 Trillion | F-1 Trillion |
|              | Cím                                                    | Szerző(k)                                                                                   | Producer(ek)                  | Hossz        |              |              |              |              |              |
| ------------ | ------------------------------------------------------ | ------------------------------------------------------------------------------------------- | ----------------------------- | ------------ | ------------ | ------------ | ------------ | ------------ | ------------ |
| 1.           | Wrong Ones (Tim McGraw közreműködésével)               | Austin Post Timothy McGraw Ryan Vojtesak Ernest Keith Smith Louis Bell Luke Combs           | Louis Bell Charlie Handsome   | 3:15         |              |              |              |              |              |
| 2.           | Finer Things (Hank Williams Jr. közreműködésével)      | Post Hank Williams Jr. Vojtesak Smith James McNair Josh Thompson Bell Combs                 | Bell Charlie Handsome         | 3:05         |              |              |              |              |              |
| 3.           | I Had Some Help (Morgan Wallen közreműködésével)       | Post Morgan Wallen Bell Vojtesak Jonathan Hoskins Smith Ashley Gorley Chandler Paul Walters | Bell Charlie Handsome Hoskins | 2:58         |              |              |              |              |              |
| 4.           | Pour Me a Drink (Blake Shelton közreműködésével)       | Post Bell Vojtesak John Byron Rocky Block Jordan Dozzi                                      | Bell Charlie Handsome         | 3:15         |              |              |              |              |              |
| 5.           | Have the Heart (Dolly Parton közreműködésével)         | Post Ashley Gorley Brad Paisley Vojtesak Lainey Wilson Bell                                 | Bell Charlie Handsome         | 3:03         |              |              |              |              |              |
| 6.           | What Don’t Belong to Me                                | Post Gorley Vojtesak Smith Bell James Maddocks                                              | Bell Charlie Handsome         | 3:27         |              |              |              |              |              |
| 7.           | Goes Without Saying (Brad Paisley közreműködésével)    | Post Gorley Vojtesak Chase McGill Joe Reeves Thompson Bell                                  | Bell Charlie Handsome         | 3:32         |              |              |              |              |              |
| 8.           | Guy for That (Luke Combs közreműködésével)             | Post Combs Bell Vojtesak Hoskins Smith McNair                                               | Bell Charlie Handsome Hoskins | 2:44         |              |              |              |              |              |
| 9.           | Nosedive (Lainey Wilson közreműködésével)              | Post Wilson Billy Walsh Smith McNair Bell Combs                                             | Bell Charlie Handsome         | 3:12         |              |              |              |              |              |
| 10.          | Losers (Jelly Roll közreműködésével)                   | Post Gorley Chandler Walters Vojtesak Smith Reeves Bell                                     | Bell Charlie Handsome         | 3:29         |              |              |              |              |              |
| 11.          | Devil I’ve Been (Ernest közreműködésével)              | Post Walters Vojtesak Smith Hoskins Bell                                                    | Bell Charlie Handsome Hoskins | 3:02         |              |              |              |              |              |
| 12.          | Never Love You Again (Sierra Ferrell közreműködésével) | Post Rhett Akins Vojtesak Chris Tompkins Bell                                               | Bell Charlie Handsome         | 3:06         |              |              |              |              |              |
| 13.          | Missin’ You Like This (Luke Combs közreműködésével)    | Post Gorley Vojtesak McNair Bell Combs Michael Hardy                                        | Bell Charlie Handsome         | 3:42         |              |              |              |              |              |
| 14.          | California Sober (Chris Stapleton közreműködésével)    | Post Vojtesak Christopher Stapleton Bell Mark Holman                                        | Bell Charlie Handsome         | 3:24         |              |              |              |              |              |
| 15.          | Hide My Gun (Hardy közreműködésével)                   | Post Michael Hardy Alexander Izquierdo Walsh Vojtesak Smith Bell Hardy                      | Bell Charlie Handsome         | 3:40         |              |              |              |              |              |
| 16.          | Right About You                                        | Post Walters Vojtesak Smith Bell                                                            | Bell Charlie Handsome         | 3:03         |              |              |              |              |              |
| 17.          | M-E-X-I-C-O (Billy Strings közreműködésével)           | Post Vojtesak McGill Bell                                                                   | Bell Charlie Handsome         | 2:35         |              |              |              |              |              |
| 18.          | Yours                                                  | Post Gorley Vojtesak Bell Taylor Philips                                                    | Bell Charlie Handsome         | 3:19         |              |              |              |              |              |
| 57:51        |                                                        |                                                                                             |                               |              |              |              |              |              |              |

| Long Bed kiadás | Long Bed kiadás        | Long Bed kiadás                                       | Long Bed kiadás       | Long Bed kiadás | Long Bed kiadás | Long Bed kiadás | Long Bed kiadás | Long Bed kiadás | Long Bed kiadás |
|                 | Cím                    | Szerző(k)                                             | Producer(ek)          | Hossz           |                 |                 |                 |                 |                 |
| --------------- | ---------------------- | ----------------------------------------------------- | --------------------- | --------------- | --------------- | --------------- | --------------- | --------------- | --------------- |
| 1.              | Fallin’ in Love        | Post Bell Vojtesak Smith Thompson Block               | Bell Charlie Handsome | 2:51            |                 |                 |                 |                 |                 |
| 2.              | Dead at the Honky Tonk | Post Bell Vojtesak Smith Gorley Byron                 | Bell Charlie Handsome | 3:33            |                 |                 |                 |                 |                 |
| 3.              | Killed a Man           | Post Bell Vojtesak Geoff Warburton Joe Fox Jimi Bell  | Bell Charlie Handsome | 3:05            |                 |                 |                 |                 |                 |
| 4.              | Ain’t How it Ends      | Post Bell Vojtesak Smith Gorley Reeves                | Bell Charlie Handsome | 3:21            |                 |                 |                 |                 |                 |
| 5.              | Hey Mercedes           | Post Bell Vojtesak                                    | Bell Charlie Handsome | 3:22            |                 |                 |                 |                 |                 |
| 6.              | Go to Hell             | Post Bell Vojtesak                                    | Bell Charlie Handsome | 4:27            |                 |                 |                 |                 |                 |
| 7.              | Two Hearts             | Post Bell Vojtesak Smith Dean Dillon Jessie Jo Dillon | Bell Charlie Handsome | 3:26            |                 |                 |                 |                 |                 |
| 8.              | Who Needs You          | Post Bell Vojtesak Smith Walters Blake Pendergrass    | Bell Charlie Handsome | 2:49            |                 |                 |                 |                 |                 |
| 9.              | Back to Texas          | Post Bell Vojtesak                                    | Bell Charlie Handsome | 2:47            |                 |                 |                 |                 |                 |
| 87:44           |                        |                                                       |                       |                 |                 |                 |                 |                 |                 |

## Közreműködők
| Zenészek - Post Malone – énekhang - Craig Young – basszusgitár - Aaron Sterling – dobok - Derek Wells – elektromos gitár (összes), akusztikus gitár (8, 9, 15) - Larry Franklin – hegedű - Dave Cohen – billentyűk - Louis Bell – programozás - Charlie Handsome – programozás - Paul Franklin – pedal steel (1–4, 6, 9–11, 13–15, 18), steel gitár (8) - Wes Hightower – háttérénekes (1, 2, 6–8, 12–18) - Bryan Sutton – akusztikus gitár (1, 3, 4, 6, 7, 10–13, 16, 17) - Tim McGraw – énekhang (1) - Todd Lombardo – akusztikus gitár (2, 5, 14, 18) - Hank Williams Jr. – énekhang (2) - Morgan Wallen – énekhang (3) - Brent Mason – elektromos gitár (4, 7, 12, 16, 17) - Justin Schipper – steel gitár (4), pedal steel (7, 12, 16) - Blake Shelton – énekhang (4) - Dolly Parton – énekhang (5) - Brad Paisley – elektromos gitár, énekhang (7) - Luke Combs – énekhang (8, 13) - Lainey Wilson – énekhang (9) - Jelly Roll – énekhang (10) - Ernest – énekhang (11) - Sierra Ferrell – énekhang (12) - Chris Stapleton – énekhang (14) - Hardy – énekhang (15) - Billy Strings – énekhang (17) | Háttérmunka - Louis Bell – producer, hangmérnök, énekhang-producer - Charlie Handsome – producer - Hoskins – co-producer (3, 8) - Ted Jensen – maszterelés - Ryan Gore – keverés - Trent Woodman – hangmérnök (1–7, 9–18) - Eric Lutkins – hangmérnök (1) - Byron Gallimore – ének-hangmérnök (1) - Joey Moi – ének-hangmérnök (3, 15) - Scott Hendricks – ének-hangmérnök (4) - Andrew Boullianne – asszisztens hangmérnök - Collin Reynolds – asszisztens hangmérnök - Grant Morgan – asszisztens hangmérnök (1–8, 10–18) - Nick Mac – asszisztens hangmérnök (1, 2, 15) - Ryan Oswald – asszisztens hangmérnök (1, 2, 15) |

## Kiadások
| Régió       | Dátum               | Kiadó            | Formátumok                                             | F.     |
| ----------- | ------------------- | ---------------- | ------------------------------------------------------ | ------ |
| Világszerte | 2024. augusztus 16. | Mercury Republic | digitális letöltés streaming magnókazetta CD hanglemez | [ 10 ] |